# Vagtbataljon 6941
Vagtbataljon 6941 var en enhed med tjenestested i Vestberlin. Enheden, der var en del af den amerikanske hær, bestod for en stor dels vedkommende af tyskere. Enheden var en støtteenhed for amerikanske enheder under den kolde krig. Den blev grundlagt i 1950 og afvikledes i perioden 1990-1993.

## Galleri
- Faner og vimpler
- Kompagniflag for bataljonskompagniet i vagtbataljon 6941
- Kompagni 4012's flag
- Kompagni 4014's flag
- Kompagni 4077's flag
- Kompagni 4078's flag

| Militær | Spire Denne artikel om militær er en spire som bør udbygges. Du er velkommen til at hjælpe Wikipedia ved at udvide den. |

52°25′56″N 13°17′57″Ø / 52.432284°N 13.299079°Ø